# Isoperla frisoni
Isoperla frisoni är en bäcksländeart som beskrevs av Joachim Illies 1966. Isoperla frisoni ingår i släktet Isoperla och familjen rovbäcksländor. Inga underarter finns listade i Catalogue of Life.